# Jezbořák
Jezbořák je rybník o rozloze vodní plochy 1,0 ha nalézající se na západním okraji obce Jezbořice v okrese Pardubice. Rybník je využíván pro chov ryb a kální biocentrum pro rozmnožování obojživelníků.

## Galerie

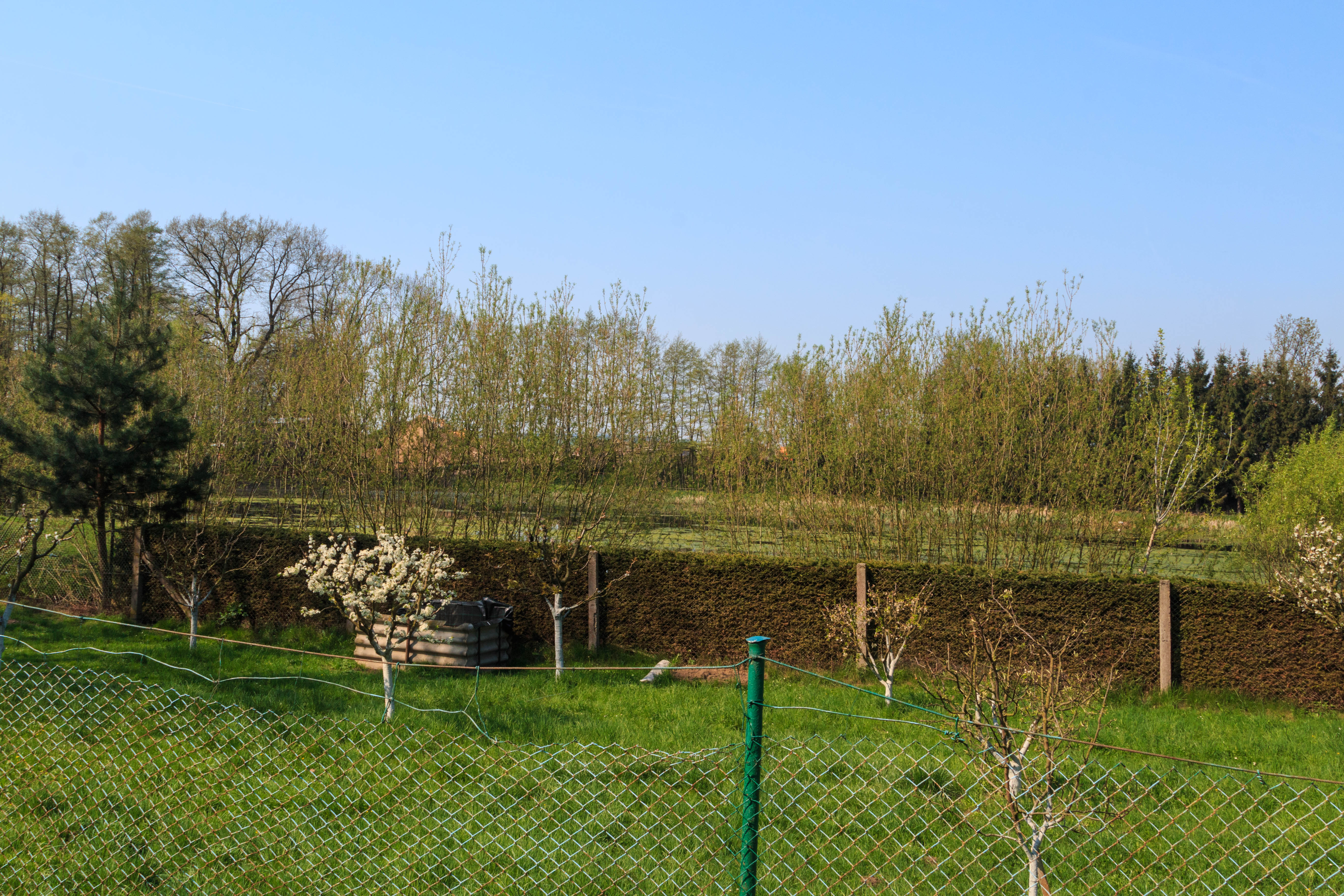
pohled na rybník Jezbořák
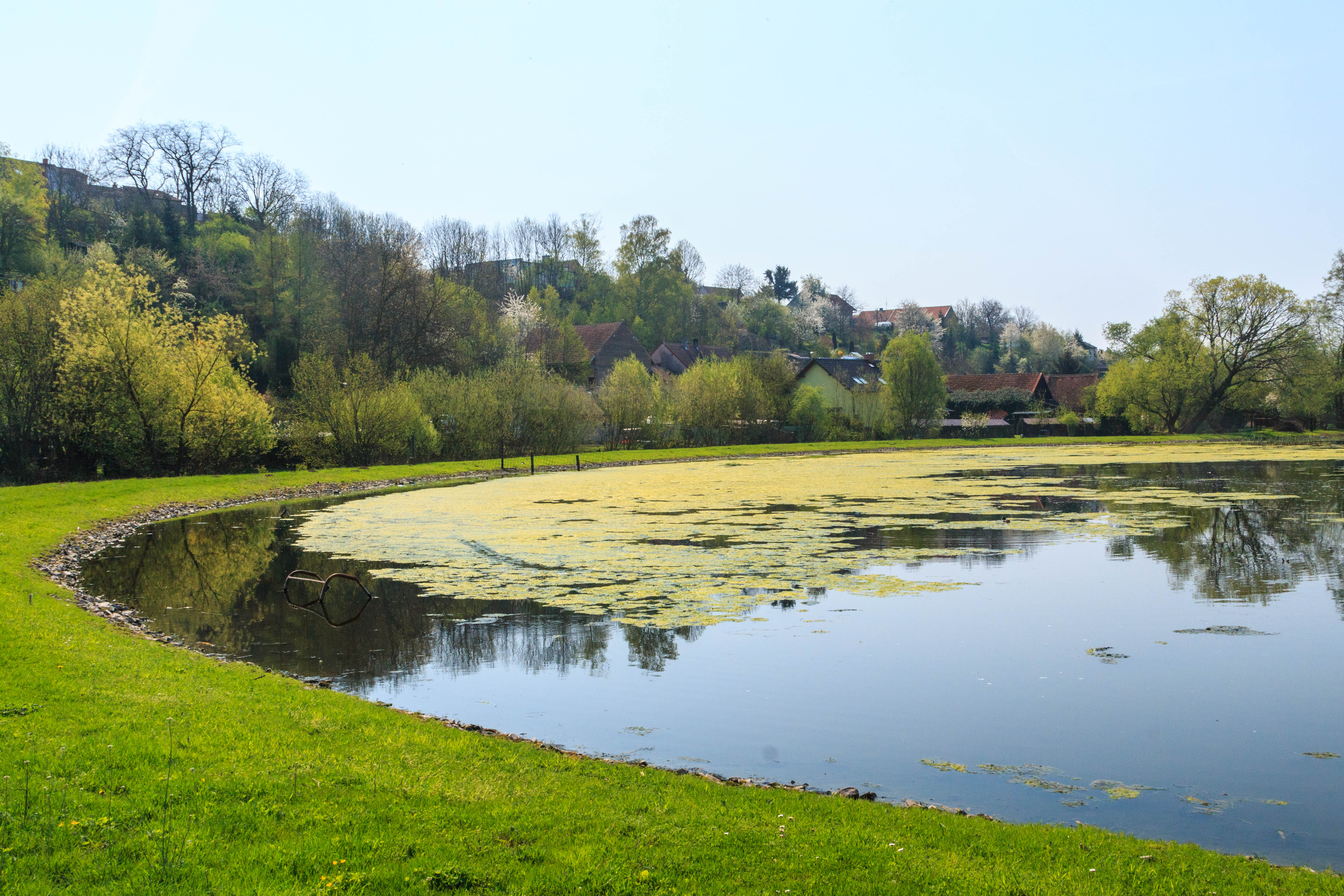
pohled na rybník Jezbořák
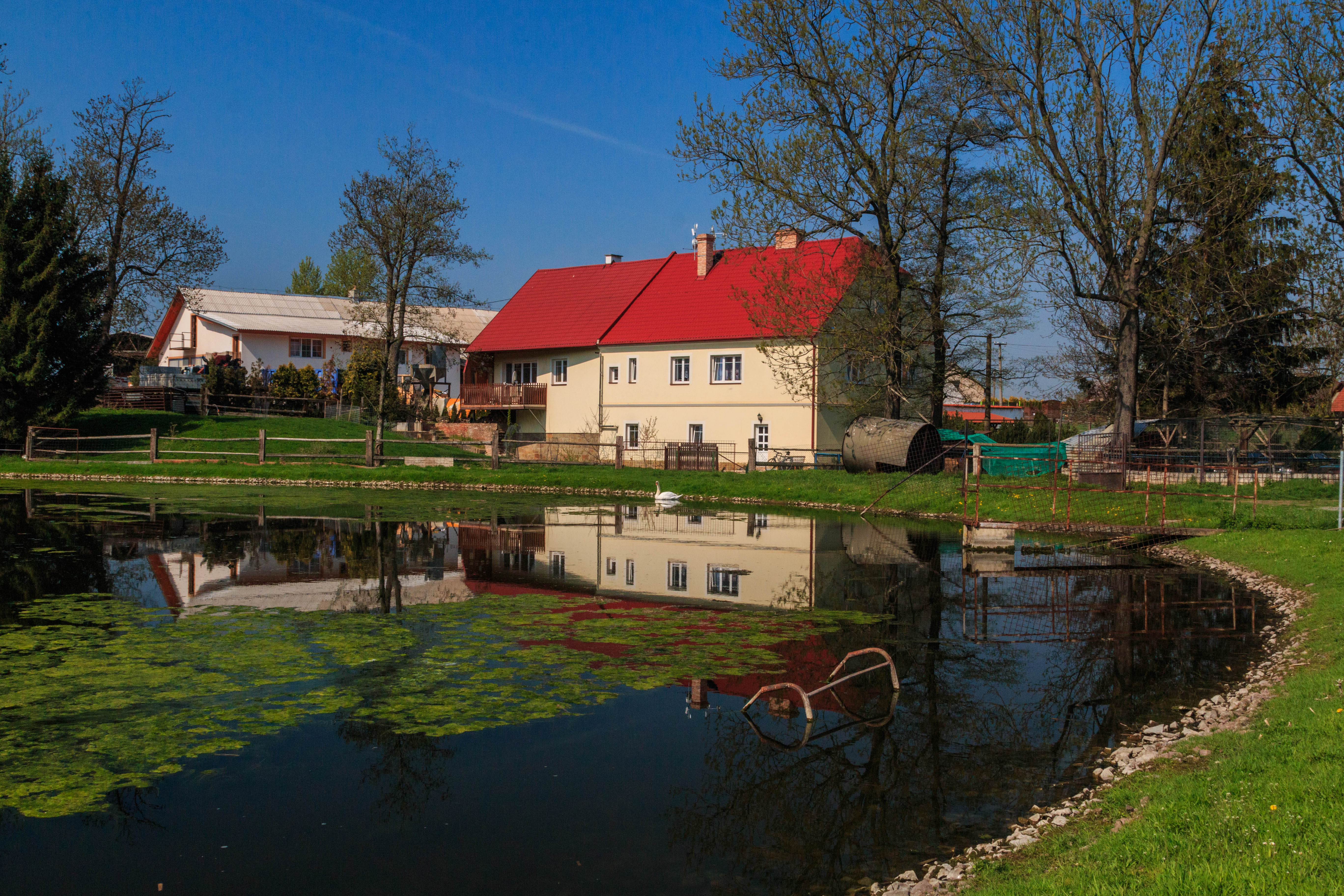
pohled na rybník Jezbořák
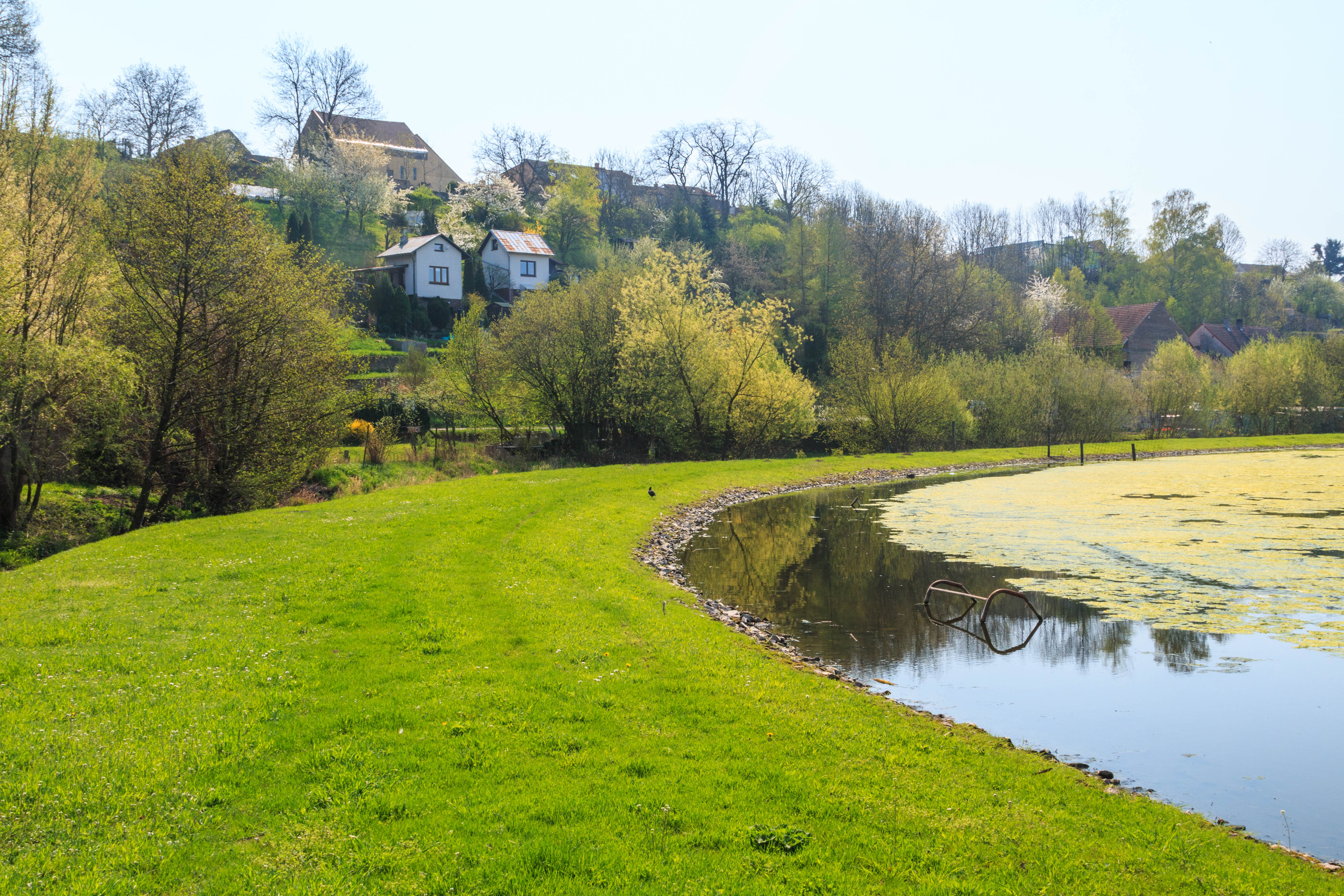
pohled na rybník Jezbořák